# Bruno Miecugow
Bruno Miecugow (ur. 29 lipca 1927 w Iwoniczu-Zdroju, zm. 17 lipca 2009 w Krakowie) – polski dziennikarz, publicysta i pisarz, przez wiele lat związany z „Dziennikiem Polskim”.

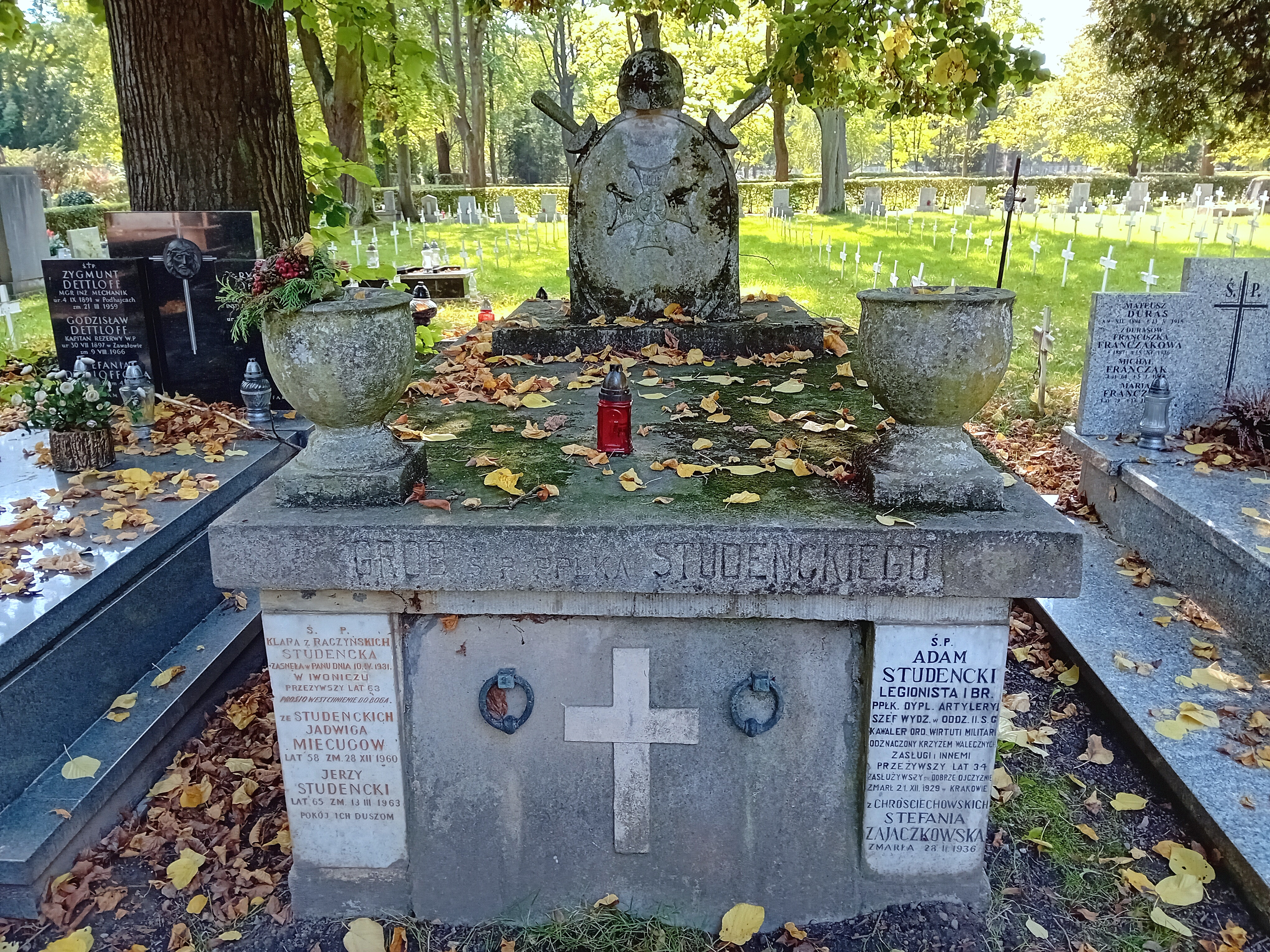
Grobowiec Brunona Miecugowa

## Życiorys
Jego ojciec miał pochodzenie ormiańsko-gruzińskie, był kierownikiem działu mieszkaniowego w zarządzie Uzdrowiska Iwonicz, później plenipotentem hrabiów Załuskich, matka prowadziła pensjonat. W 1942 roku uczył się na tajnych kompletach w tzw. Białym Klasztorze u sióstr zakonnych. Maturę zdawał eksternistycznie w 1946 roku. Dostał się na Politechnikę Wrocławską. W roku 1948 przez semestr studiował na Politechnice Warszawskiej, następnie wyjechał do Krakowa, gdzie od 1950 roku kontynuował studia na Akademii Górniczo-Hutniczej. W październiku 1951 przerwał studia i rozpoczął pracę w dziale terenowym „Echa Krakowa”. Rok później przeniósł się do Nowej Huty, gdzie pracował dla gazety „Budujemy Socjalizm”. Po roku pracy został zwolniony i jako wolny strzelec współpracował z kilkoma periodykami. Bruno Miecugow przez 30 lat pisał dla Kabaretu Jama Michalika oraz teksty piosenek dla Tropicale Thaiti Granda Banda. Przez kilkadziesiąt lat publikował w piątkowym numerze „Dziennika Polskiego” słynny felieton-list. W latach 1950–1956 współpracował z czasopismem „Budujemy socjalizm”. Od 1994 roku publikował w „Dziś i Jutro”, tygodniku wznowionym w Krakowie przez Henryka Cyganika.
Był współautorem scenariusza do filmu Złe dobrego początki... (1983) oraz autorem książek: Morderstwo w Arce Noego (1962), Boyowym szlakiem (czyli a to ci kabaret) (wspólnie z Haliną Kwiatkowską), Grzeszne życie Brunona Miecugowa (2008). Ostatnia z tych książek kończy się pożegnalnym listem adresowanym Wiekuiście Szanowni Czytelnicy.
W 1953 podpisał tzw. apel krakowski z poparciem stalinowskich władz PRL po aresztowaniu pod sfabrykowanymi zarzutami duchownych katolickich i skazaniu na karę śmierci: Edwarda Chachlicę, Michała Kowalika i księdza Józefa Lelitę.
Zmarł na raka płuc. Pochowany na cmentarzu wojskowym przy ul. Prandoty (kwatera 1 WOJ-płn-5).
Dwukrotnie żonaty. Po raz pierwszy w latach 1952–1970. Miał syna Grzegorza i córkę.

## Nagrody i wyróżnienia
- Wyróżnienie na I Krajowym Festiwalu Piosenki Polskiej w Opolu za teksty piosenek wojskowych (1963)
- Złota Odznaka „Za Pracę Społeczną dla miasta Krakowa” (1965)[9]
- Nagroda Miasta Krakowa (1983)
- Złota Gruszka – nagroda Stowarzyszenia Dziennikarzy RP o/Kraków (2000)
- Złoty Laur za Mistrzostwo w Sztuce (2004)